# Прахова, Эмилия Львовна
Эмилия Львовна Прахова (при рождении — Эмилия Мария Клементина Лестель; 20 апреля 1849, Санкт-Петербург — 1 марта 1927, Киев) —  жена А. В. Прахова, содержала салон, который посещали люди искусства, которые работали над оформлением Владимирского собора в Киеве.

## Биография
Родилась 20 апреля 1849 года в Санкт-Петербурге. Была гражданкой Франции. По слухам была внебрачной дочерью военного министра Милютина и именно этим объяснялись карьерные успехи её мужа и огромные средства на его проекты.
В 16 лет Эмилия вышла замуж за Адриана Прахова, будущего  профессора-искусствоведа, и объездила с ним множество стран, бывая в самых знаменитых музеях. Закончила консерваторию по классу фортепиано и брала уроки у самого Листа.
15 марта 1889 года приняла православие в Киеве.
Портреты Эмилии Львовны писали И. Е. Репин, В. А. Котарбинский, М. А. Врубель. Именно Эмилия Львовна вдохновила Врубеля при написании знаменитой иконы «Богоматерь с Младенцем» для алтаря Кирилловской церкви в Киеве.
В семье Праховых хранилось прямое «вещественное доказательство» — листок бумаги с рисунками. На одной стороне Врубель сделал карандашный набросок лица Эмилии Львовны с натуры, на другой изобразил идеализированным то же лицо в облике Богоматери.
Перед смертью Прахова попросила свою дочь Ольгу уничтожить все письма Врубеля к ней, и просьба была выполнена.
Умерла 1 марта 1927 года. Похоронена в Киеве на Лукьяновском кладбище (участок № 25, ряд 11, место 27).

## Воспоминания современников
Она была невероятно умна и остра на язык, образована и... эксцентрична. Однажды ей чем-то досадила гостья — жена скульптора Антокольского, так Эмилия Львовна взяла и вылила на неё ведро воды, представляете?

Эмилия Львовна была дамой с придурью. В нашей семье знали, что нельзя во время семейной трапезы огорчать бабулю — ведь она могла не моргнув глазом вылить чай за шиворот кому-то из сидящих или разбить чашку о пол. Она была довольно властным человеком — эдакая домашняя Салтычиха. Эмилия Львовна испортила жизнь своей дочери Елене. В неё был влюблен тогда малоизвестный художник Михаил Нестеров и даже якобы сделал ей предложение. Но Эмилия Львовна воспротивилась, сказав, что Лёля достойна лучшей партии. В итоге Елена так и не вышла замуж. Кстати, Варвара Великомученица в правом иконостасе Владимирского собора написана Нестеровым с Елены Праховой. Узнав об этом, жена тогдашнего киевского генерал-губернатора вспылила: «Что же мне — ходить молиться на Лёльку Прахову?!» — Воспоминания правнучки А. Н. Праховой.

## Семья

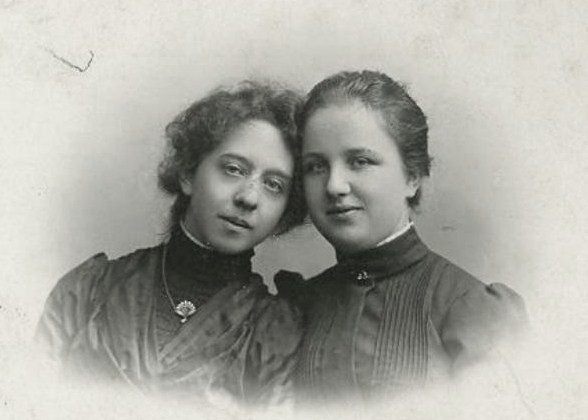
Дочери Елена и Ольга

- Муж — Прахов, Адриан Викторович (1846—1916) — русский историк искусства, археолог и художественный критик.
- Сын — Прахов, Николай Адрианович (1873—1957) — художник и искусствовед.
- Дочь — Елена (1871—1948)
- Дочь — Ольга (1879—1950). Муж — Иван Николаевич Алябьев (1874—1955), юрист, сын писателя и издателя Н. И. Алябьева и О. И. Мамонтовой (сестры С. И. Мамонтова)[5], друг М. В. Нестерова, В. М. Васнецова.